# Cuaespinós de corona rogenca
El cuaespinós de corona rogenca (Synallaxis ruficapilla) és una espècie d'ocell de la família dels furnàrids (Furnariidae) que habita la malesa del bosc de les terres baixes de l'est del Brasil i del Paraguai i nord-est de l'Argentina.